# Алдеєво
Алде́єво (рос. Алдеево, марій. Алдисола) — присілок у складі Гірськомарійського району Марій Ел, Росія. Входить до складу Виловатовського сільського поселення.

## Населення
Населення — 43 особи (2010; 54 у 2002).
Національний склад (станом на 2002 рік):
- марі — 92 %